# Кіпр на зимових Олімпійських іграх 1994
Кіпр на зимових Олімпійських іграх 1994 у Ліллегаммері (Норвегія), була представлена однією спортсменкою в одному виді спорту — гірськолижний спорт. Прапороносцем на церемонії відкриття Олімпіади була єдина представниця країни Кароліна Фотіаду.
Країна уп'яте взяла участь в зимових Олімпійських іграх. Кіпріотські спортсмени не здобули жодної медалі.

## Спортсмени
| Вид спорту          | Чоловіки | Жінки | Всього |
| ------------------- | -------- | ----- | ------ |
| Гірськолижний спорт | 0        | 1     | 1      |
| Усього              | 0        | 1     | 1      |

## Гірськолижний спорт
| Спортсмен        | Дисиципліна        | Фінал   | Фінал |
| Спортсмен        | Дисиципліна        | Час     | Місце |
| ---------------- | ------------------ | ------- | ----- |
| Кароліна Фотіаду | супергігант, жінки | 1:43.97 | 46    |